# 哈罗德E·霍特海军通信站

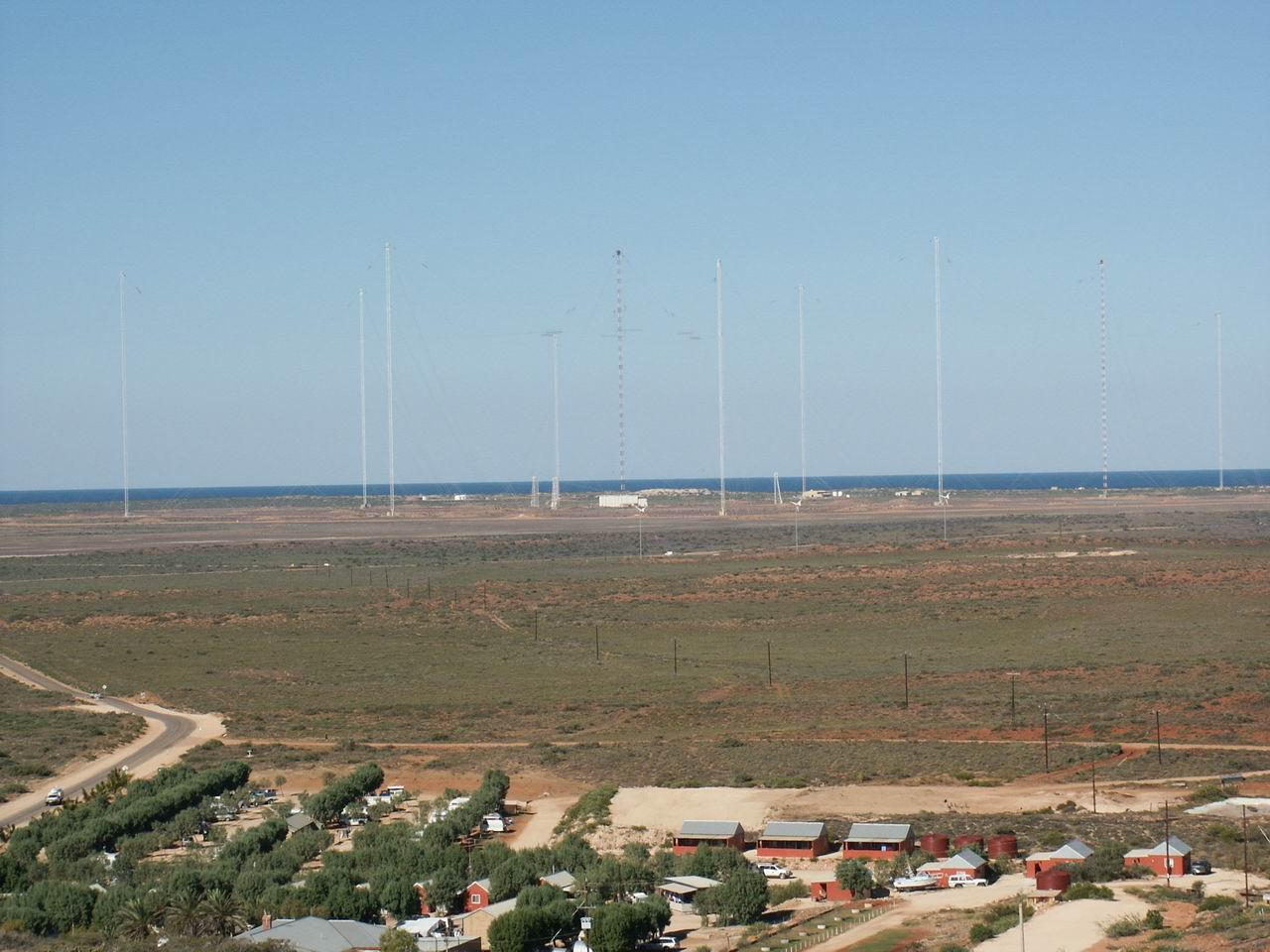
哈罗德E·霍特海军通信站

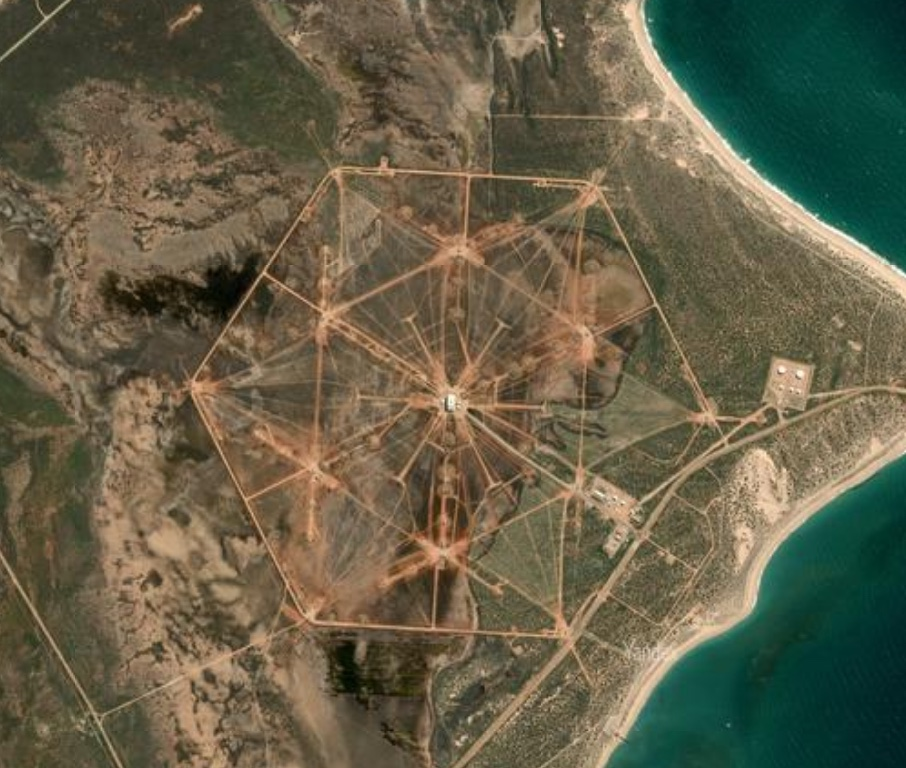
卫星图像

哈罗德E·霍特海军通信站是澳大利亚和美国联合海军通信站，位于澳大利亚西北海岸西澳大利亚埃克斯茅斯镇以北。该站由澳大利亚国防部代表澳大利亚和美国进行管理和维护，并向美国海军、澳大利亚皇家海军以及西太平洋和东印度洋的盟军舰船和潜艇提供甚低频(VLF) 无线电传输。 通信频率为19.8千赫。该通信站的输出功率为 1 兆瓦，据称是南半球功率最大的通信站。 

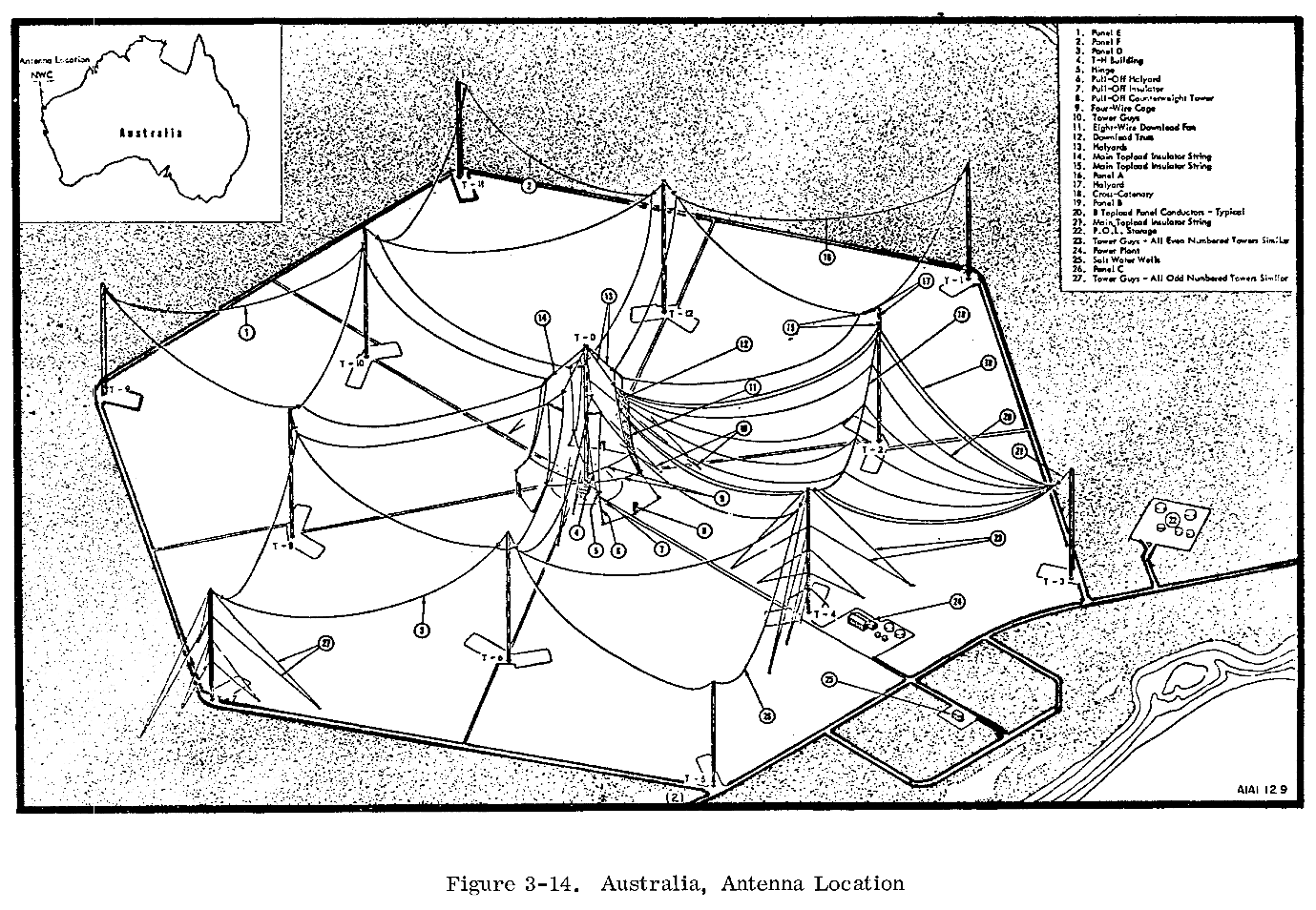
通信塔示意图

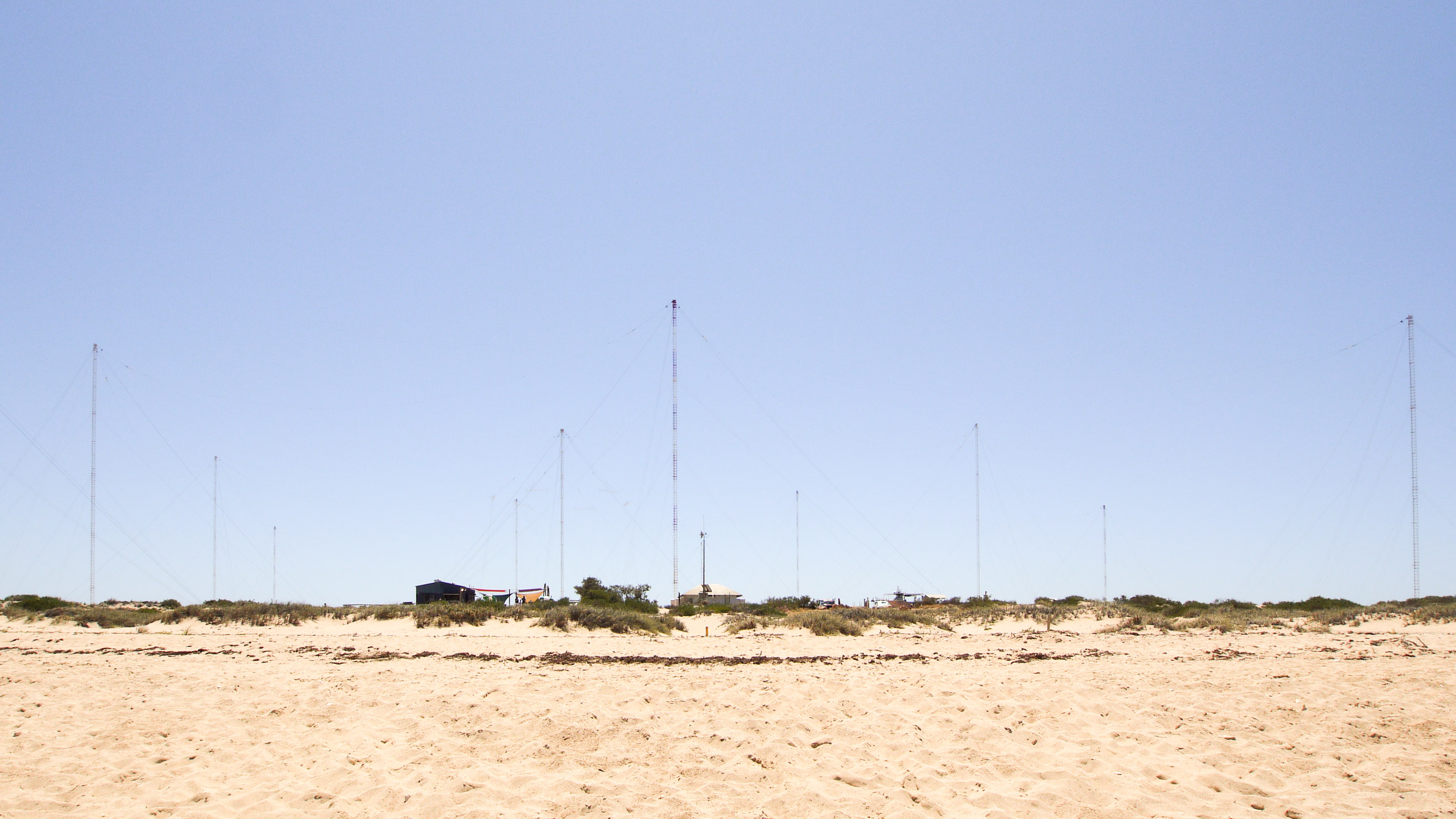
从附近的海滩可以看到的甚低频发射塔

该站有十三座高大的无线电塔。最高的塔名为零号塔，高387.4（1,271英尺） ，多年来一直是南半球最高的人造建筑。 外环上有六座奇数外塔 T1-T11，每座高358（1,175英尺） ，围绕零号塔呈六边形排列。另外六座双数内塔 T2-T12，每座高303.6（996英尺） ，位于零号塔周围的较小六边形内。  
2009年3月3日，国防物资组织在 AusTender 网站上刊登了在该车站修建两条新道路的招标广告。招标书称，由于支撑 13 座塔楼的 357 根拉线已超过其使用寿命，新修道路将用来支持 VLF 拉线的换装。

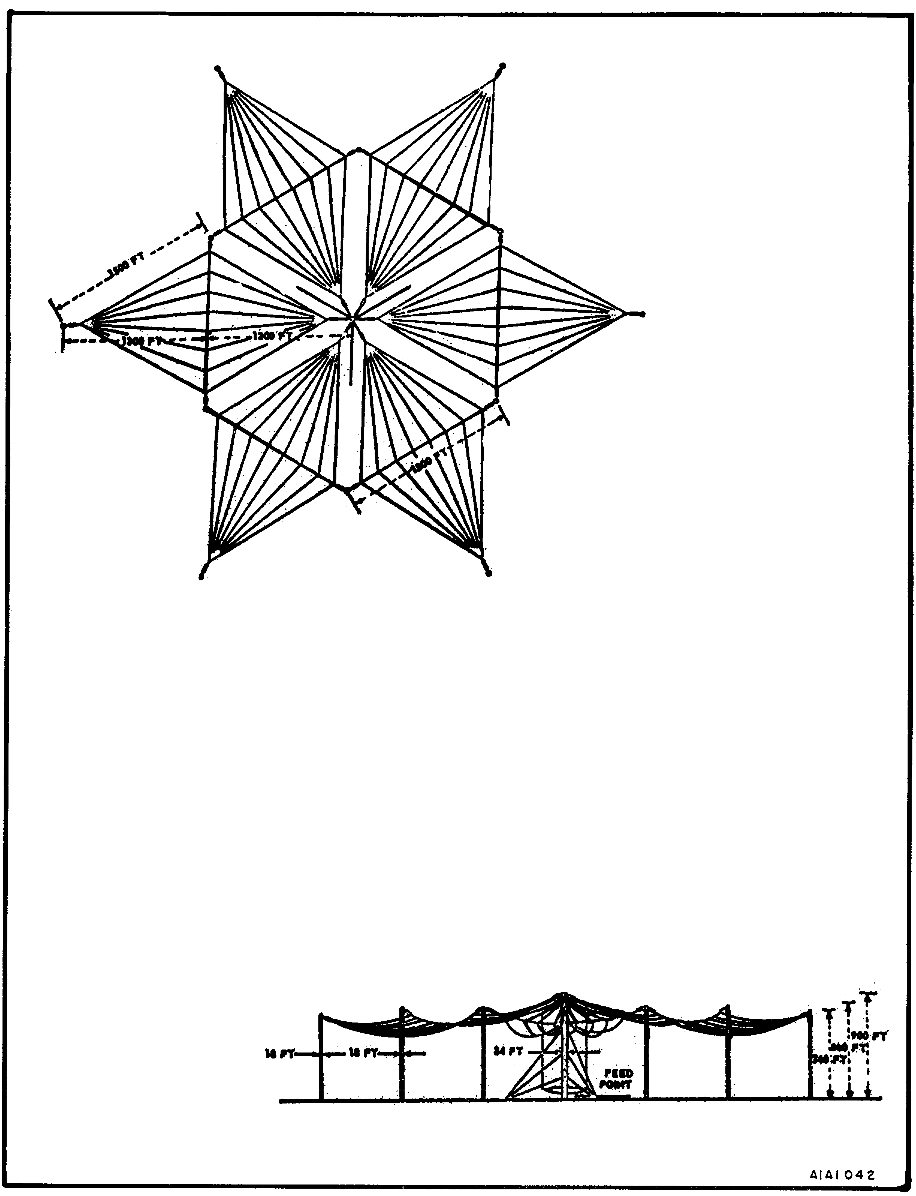
与本站安装的天线类似的 Trideco 型天线的示意图。

1963年，澳大利亚外交部长加菲尔德·巴维克爵士与美国大使威廉·巴特尔就西北角美国基地的租赁问题进行了谈判。 1967 年 9 月 16 日，美国驻澳大利亚大使爱德华·克拉克和澳大利亚总理哈罗德·霍尔特出席了仪式，该站被命名为西北角美国海军通信站，并在仪式上支付了基地第一年象征性租金。 
1968年9月20日，该站正式更名为美国海军哈罗德E·霍特海军通信站，以纪念参与建设通信站的已故澳大利亚总理。
1972年工党政府上台后，国防部长兰斯·巴纳德（Lance Barnard）开始就美国在澳大利亚军事基地的运营条件进行谈判。 1974 年 1 月 9 日，兰斯·巴纳德和美国国防部长詹姆斯·施莱辛格发表联合声明，任命一名澳大利亚皇家海军军官担任该基地的副司令，并让澳大利亚人员负责基地的技术和维护职能。但是密码室不受澳大利亚人的监督。联合声明强调危机时磋商的重要性。美国没有承诺向其携带核导弹的潜艇传达射击命令。 
1974年5月，数百人从澳大利亚各地前往西北部发起抗议并占领该基地，“象征性地为澳大利亚人民夺回它”。占领期间，尤里卡旗在基地上空飘扬，抗议期间有 55 人被捕。在反对西北角和其他驻澳美军基地的战役中创作的歌曲包括《我们不想要洋基基地》和《欧米茄歌》 ，这些歌曲已成为澳大利亚民俗传统的一部分。 从 1967 年到 1992 年 10 月，美国海军安全大队支队一直驻扎在该设施。 

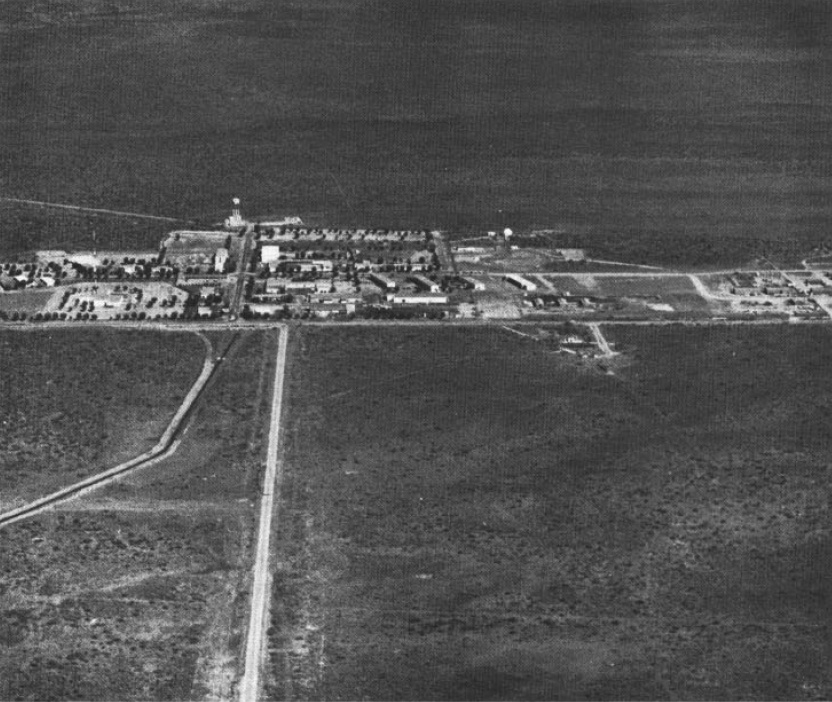
设施建筑（1979年）

在西澳大利亚州的国内政治中，几十年来，外国军事设施在该州的存在不时会受到质疑。 随着 1974 年美国和澳大利亚皇家海军联合行动的开始，“美国”一词从该站的官方名称中被删除。 1991 年，澳大利亚和美国政府达成协议，决定在 1999 年之前将该设施转变为澳大利亚海军通信站。这一过渡始于 1992 年，当时一名澳大利亚皇家海军军官接管了该设施。  1993年，美国海军大部分驻军结束，所有海军人员撤离。 
2002年7月，澳大利亚皇家海军将该站的运营移交给国防物资组织。 </ref name="AHD103552"> 该基地目前由雷神澳大利亚公司承包运营。  2008 年 7 月 15 日，澳大利亚和美国签署了一项双边条约，确定未来 25 年该设施将有双方联合使用。 
2011年，哈罗德E·霍特海军通信站被确定为空军太空监视系统（或太空防御系统）的潜在部署地点。  2013 年 12 月 6 日，美国宣布，美国空间监视网络的一部分空间监视望远镜(SST) 将从最初部署在新墨西哥州白沙导弹靶场迁至此地。预计 SST 将于 2022 年全面投入运营。
一台C波段空间监视雷达也正在安装中，一旦完成，将由澳大利亚皇家空军人员从位于爱丁堡澳大利亚皇家空军基地的第一远程雷达部队进行远程操作。它将提供太空态势感知能力，可以追踪太空资产和碎片。 

## 飞行干扰争议
2008年10月7日，澳洲航空 72 号航班在飞行过程中发生意外，飞机突然不受控制开始俯冲动作，导致机上多名乘客受重伤，随后航班紧急降落在西澳大利亚埃克斯茅斯镇附近的利尔蒙斯机场。     澳大利亚运输安全局（ATSB）在初步报告中指出，一号大气数据惯性参考单元（ADIRU）出现故障，并且“可能是事件的根源”。 ADIRU – 飞机上的三个此类装置之一 – 开始向其他飞机系统提供错误数据。  澳大利亚交通安全局 (ATSB) 认为，哈罗德E·霍特海军通信站或乘客个人电子设备对飞机造成干扰的可能性“极小”。 
2008年12月27日，另一架飞机，澳洲航空 71 号航班的 ADIRU 也出现故障。这一事件再次引发了媒体对哈罗德E·霍特海军通信站设施引发飞机故障的猜测，澳大利亚与国际飞行员协会呼吁，在对事件原因有更深入的了解之前，作为预防措施，禁止商用飞机进入该地区 而该设施的管理方声称，造成任何干扰“极不可能”。 